# Aethriamanta brevipennis
Aethriamanta brevipennis är en trollsländeart. Aethriamanta brevipennis ingår i släktet Aethriamanta och familjen segeltrollsländor. IUCN kategoriserar arten globalt som livskraftig.

## Underarter
Arten delas in i följande underarter:
- A. b. brevipennis
- A. b. circumsignata
- A. b. subsignata